# Городское поселение Умба
Городское поселение Умба — муниципальное образование в составе Терского района Мурманской области, Россия.
Административным центром городского поселения является посёлок городского типа Умба.

## Население
| 2010  | 2012  | 2013  | 2014  | 2015  | 2016  | 2017  |
| ----- | ----- | ----- | ----- | ----- | ----- | ----- |
| 5559  | ↘5358 | ↘5193 | ↘5024 | ↘4930 | ↘4795 | ↘4681 |
| 2018  | 2019  | 2020  | 2021  | 2023  |       |       |
| ↘4600 | ↘4524 | ↘4435 | ↘4146 | ↘4053 |       |       |

Численность населения, проживающего на территории поселения, по данным Всероссийской переписи населения 2010 года составляет 5559 человек, из них 2589 мужчин (46,6 %) и 2970 женщин (53,4 %).

## Населённые пункты
В состав городского поселения входят 4 населённых пункта.
| № | Населённый пункт   | Тип населённого пункта      | Население    |
| - | ------------------ | --------------------------- | ------------ |
| 1 | Умба               | пгт, административный центр | ↘4031 (2023) |
| 2 | Восточное Мунозеро | населённый пункт            | →0 (2010)    |
| 3 | Индель             | населённый пункт            | →0 (2010)    |
| 4 | Оленица            | село                        | →27 (2010)   |